# Màzics
Màzics (llatí: Mazices, grec antic: Μάζικες, per bé que llur nom ofereix gran nombre de variants) fou un etnònim usat recurrentment pels autors clàssics al llarg de tota l'antiguitat per referir-se a un o diversos pobles indígenes del nord d'Àfrica, raonablement de llengua i cultura amaziga, el qual té la particularitat de coincidir amb l'endònim que actualment utilitzen els mateixos amazics per referir-se a si mateixos, amazic, etnònim manllevat pel català i moltes altres llengües europees. Per bé que sembla raonable que es tracti ja d'un etnònim que englobàs totes les tribus amazigues, no n'hi ha proves concloents i, de fet, els autors clàssics utilitzaren les diverses variants d'aquest adjectiu per referir-se no pas a un gran col·lectiu humà heterogeni, ans a petites tribus situades algunes a l'interior de la Cirenaica, altres a la Mauretània, altres vora els egipcis i altres als oasis del desert. De fet, sembla que els autors grecs i romans no s'adonaren de l'origen comú de libis, maures, númides, gètuls i altres, i els consideraren tribus separades amb noms específics per cada una i sense cap nom que les englobàs a totes.
Claudi Ptolemeu (segle ii dC) situa, per exemple, uns màzics (grec antic: Μάζυες) a la Mauritània Cesariense, que sembla que són els mateixos que es van unir a Firm quan es va revoltar i foren sotmesos per Teodosi l'any 373. Heròdot esmenta uns màxies o màzies (grec antic: Μάξυες o Μάζυες, en funció de la lectura), de la tribu dels ausens, a l'oest del riu Triton; i Justí esmenta uns maxitans (llatí: Maxytani) a la mateixa zona. Una variant del mateix nom podria ser el de maclis, també esmentats per Heròdot.